# Jamal Ali
Jamal Ali Hamza (ur. 2 lutego 1956) – iracki piłkarz i trener, reprezentant kraju. Podczas kariery zawodniczej w latach 1975-1987 piłkarz Al-Talaba.
W reprezentacji grał w latach 1975-1986. W 1986 został powołany przez trenera Evaristo de Macedo na Mistrzostwa Świata 1986, gdzie reprezentacja Iraku odpadła w fazie grupowej. W sumie w reprezentacji zagrał w 43 spotkaniach.